# Юнг, Рудольф (политик)
Рудольф Юнг (нем. Rudolf Jung; 16 апреля 1882, Пласи, Королевство Богемия, Австро-Венгрия (ныне Пльзеньский край, Чехия) — 11 декабря 1945, Прага, Третья Чехословацкая Республика) — немецкий и чешский политик, писатель, идеолог национал-социализма.

## Ранние годы
Рудольф Юнг родился в Пласи, неподалёку от Пльзеня. После окончания средней школы в Йиглаве изучал машиностроение в Венском техническом университете (с 1900 по 1905). Прошёл военную службу в качестве одногодичника-добровольца в австро-венгерском флоте. С октября 1906 года работал инженером-механиком на австрийских императорских железных дорогах. В 1910 потерял работу и вступил в пангерманистскую Немецкую рабочую партию (DAP). В 1913 выступил одним из соавторов программы партии, направленной как против капитализма, так и против социализма марксистского толка, а также против католической церкви и национальных меньшинств, особенно евреев и славян.
Горячий сторонник и активный пропагандист национал-социализма, Юнг был хорошо знаком с Адольфом Гитлером. Когда в 1920 году встал вопрос о переименовании германской DAP, именно Юнг убедил Гитлера выбрать название NSDAP (изначально Гитлер хотел назвать свою партию «партией социал-революционеров»).

## Der Nationale Sozialismus
В 1919 году Рудольф Юнг завершил главный труд своей жизни, «Национал-социализм: его истоки, его история и его цели» (ориг. Der Nationale Sozialismus: Seine Grundlagen, Sein Werdegang, und Seine Ziele). Во вступлении автор выразил надежду, что его книга станет для национал-социализма тем же, чем «Капитал» стал для марксизма. Отчасти так и получилось: будучи сравнительно малоизвестной, книга, однако, оказала огромное влияние на становление национал-социализма как целостной идеологии. Выйдя значительно раньше других значимых работ нацистских идеологов (на шесть лет раньше «Моей борьбы» Адольфа Гитлера и на одиннадцать лет раньше «Мифа двадцатого века» за авторством Альфреда Розенберга), работа Юнга во многом определила дальнейшее развитие нацистского дискурса.
Юнг предлагает собственную историографическую концепцию и описывает «тевтонский золотой век», в котором немецкое общество было проникнуто «германским духом», духом свободы, братства и взаимопомощи. Немцы жили общинами как свободные крестьяне, коллективно владели землёй, на которой совместно трудились, и не имели классовых или ранговых различий. Однако эта идиллия была разрушена с введением двух чуждых деструктивных элементов: римского права (вместо «немецкого народного») и капитализма, наполненного «еврейским духом», враждебным германскому.
Юнг противопоставлял римское право традиционному, по его версии, для немцев «естественному закону». «Естественный закон» исходит от народа и его земли, выстраивается «снизу вверх». Римское же право утверждает происхождение закона от государства, «сверху вниз», тем самым отчуждая простого немца от законотворчества и делая возможным чужеземное влияние на политику. Это противопоставление стало важным элементом национал-социалистического дискурса и нашло своё отражение даже в партийной программе НСДАП: пункт 19 содержит требование замены римского права на «немецкое народное».
Индустриализация и урбанизация, согласно Юнгу, лишили немцев связи с родной землёй и ослабили их связи друг с другом, а присущий капитализму дух «мамонизма», мещанства и конкуренции окончательно расколол немецкое общество. Вместо заботы о благе своего народа немцы стали руководствоваться стремлением к личной выгоде. Если во времена «золотого века» человек существовал только за счёт честного труда, то при капитализме стало возможным жить за счёт использования капитала, в том числе во вред своему народу. Нормой стало не только равнодушие к проблемам своих сограждан, но даже нажива на этих проблемах — в частности, ростовщичество (нацисты всегда крайне негативно относились к ростовщичеству, хоть и, вопреки пунктам 11 и 18 программы НСДАП, масштабной борьбы с ним в Третьем Рейхе не было).
Единственный способ восстановить утраченный «германский дух» и решить описанные проблемы Юнг видел в национальной форме социализма, которую он противопоставлял как буржуазной демократии, так и марксистскому социализму. Власть «еврейского капитала» над Германией должна быть свергнута, промышленность должна быть национализирована, ростовщичество и другие формы извлечения прибыли из несчастий сограждан должны быть запрещены, государство должно управляться меритократической элитой, сформированной из способных немцев, вне зависимости от сословного и регионального происхождения, а оборона должна осуществляться силами народной армии. Также Юнг, как и другие нацисты, выступал за расширение национал-социалистического государства на восток ради завоевания жизненного пространства для немецкого народа, однако был против проведения колониальной политики за пределами Европы.

## 1930-е
На момент прихода нацистов к власти в 1933 году Юнг жил в Чехословакии и состоял в местной немецкой национал-социалистической партии. Опасаясь возможного запрета со стороны властей, которых встревожили события в Германии, часть руководства партии сбежала в Германию. Юнгу, однако, убежать не удалось, и он оказался под арестом на семь месяцев. Наконец, освободившись и прибыв в Германию, Юнг вступил в НСДАП.
В 1935 году добился официального признания как Alter Kämpfer.
В 1936 году был назначен в Рейхстаг представителем Южной Вестфалии.
В 1938 году получил звание группенфюрера СС.

## Поздние годы и смерть
Несмотря на свою значимость для национал-социалистического движения в 1910-х и первой половине 1920-х, Рудольфу Юнгу не удалось сохранить своё влияние в движении после того, как оно набрало популярности и стало более массовым. Он навсегда остался в тени более ярких фигур, таких как Гитлер, Геббельс или Гесс. Осознание, что движение, в значительной степени созданное им, в итоге вышло из-под его контроля, что на германских улицах не висят плакаты с его лицом и именем, действовало на Юнга удручающе.
До конца жизни политик успел сменить несколько не слишком заметных должностей. Последней была должность инспектора по вопросам труда в протекторате Богемии и Моравии. В марте 1945 года, осознавая неизбежность поражения Рейха в войне, Юнг выслал семью из Чехословакии в Германию. После освобождения Чехословакии Юнга арестовали и вскоре поместили в Панкрацкую тюрьму, где 11 декабря он покончил с собой, прежде чем предстал перед судом за свою роль в нацистской оккупации.